# Ramin Yazdani

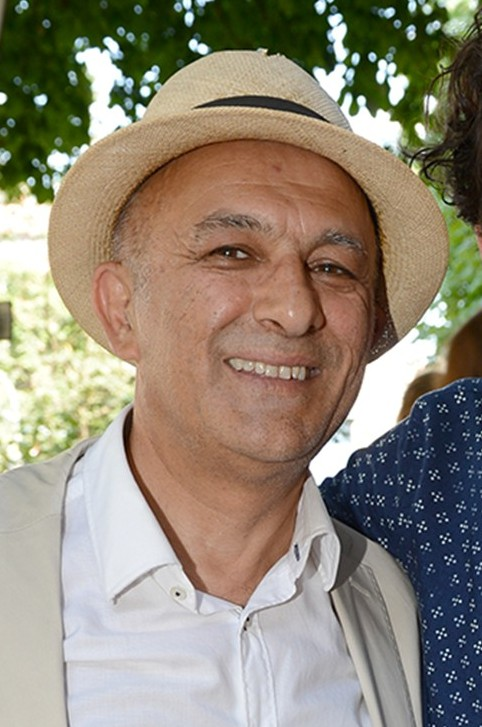
Ramin Yazdani, 2015

Ramin Yazdani (* 20. Juli 1952 in Isfahan, Iran) ist ein iranisch-deutscher Schauspieler und Regisseur.

## Leben
Ramin Yazdani wuchs im Iran auf. Er ist der Sohn eines Apothekers, der das Theaterspielen als Hobby betrieb. Mit 16 Jahren schloss er sich selbst einer professionell geleiteten Theatergruppe an. 21-jährig ging Yazdani in die USA und studierte Volkswirtschaft an der Western Michigan University in Kalamazoo, Theaterwissenschaft und Schauspiel an der University of Illinois at Chicago und Film am Columbia College Chicago. Anschließend kehrte nach Iran zurück und arbeitete dort als Schauspieler. 1985 kam Yazdani nach Deutschland und besuchte hier die Europäische Filmakademie. In Hamburg gründete er 1991 das Persische Theater und 1995 das Festival des Iranischen Theaters. Yazdani arbeitete an verschiedenen Theatern der Hansestadt, am Deutschen Schauspielhaus, am Thalia Theater und der Staatsoper und auf Kampnagel. Außerdem inszenierte er eigene Projekte, unter anderem in der Laeiszhalle, der früheren Musikhalle.
Anfang der 1990er Jahre begann Yazdani auch für Film und Fernsehen zu arbeiten und ist seitdem in einer Vielzahl von Rollen zu sehen. 1994 spielte er in mehreren Folgen der Krankenhausserie Hallo, Onkel Doc!, weiter in Filmen wie Ich Chef, Du Turnschuh, Kreuzweg, Der Medicus, NDR-Nordlichter Familie verpflichtet  und die norwegische Fernsehserie Nobel. Für seine Titelrolle in dem mehrfach ausgezeichneten Streifen Si-o-se Pol – Die letzten Tage des Parvis K. erhielt er den Preis als Best Actor auf dem Bridge Film Fest in Mitrovica (Kosovo) und den Preis als Best Actor auf dem Filmfest Tamil Nadu in Chennai (India). Außerdem hatte Yazdani Gastauftritte in zahlreichen Serien, darunter SOKO Leipzig, Notruf Hafenkante, Bruder Esel und Großstadtrevier.
Auch in einigen Hörspielproduktionen wirkte Yazdani mit, darunter 2013 in dem Radio-Tatort Der Schläfer.
Er beteiligte sich im April 2021 an der kontrovers diskutierten Aktion #allesdichtmachen, bei der über 50 prominente Schauspieler die Maßnahmen zur Eindämmung der COVID-19-Pandemie in ironisch-satirischen Videos kommentierten.
Ramin Yazdani ist zweifacher Vater und lebt in Hamburg. Sein Sohn, der in Teheran geborene Historiker Kaveh Yazdani, verfasste 2017 India, Modernity and the Great Divergence: Mysore and Gujarat (17th to 19th C.)

## Auszeichnungen
- 2022: Zwei Silberne Bären und drei Lolas für den Kinofilm Rabiye Kurnaz gegen George W. Bush von Andreas Dresen.
- 2022: Die deutsch-österreichische Miniserie Die Ibiza Affäre gewinnt den Grimme-Preis 2022.
- 2022: Die Serie Ich und die Anderen von David Schalko wurde für den Grimme Preis 2022 nominiert.
- 2018: Deutscher Schauspielpreis, Kategorie Ensemble, für Gladbeck, Regie: Kilian Riedhof.
- 2017: Europäischer Fernsehpreis Rose d’Or für die norwegische TV-Serie Nobel.
- 2015: Best Feature & Schauspiel: Auszeichnung für Si-o-se Pol – Die letzten Tage des Parvis K. Cardiff Film Festival.
- 2014: Best Actor Award für Si-o-se Pol – Die letzten Tage des Parvis K. auf dem Bridge Film Festival Mitrovica (Kosovo).
- 2014: Best Actor Award für Si-o-se Pol – Die letzten Tage des Parvis K. auf dem Filmfest Tamil Nadu, Chennai (India).
- 2014: Special Jury Peace Award für Si-o-se Pol – Die letzten Tage des Parvis K. Gothenburg Independent Filmfestival – Schweden.
- 2014: Festival Grand Prize für Si-o-se Pol – Die letzten Tage des Parvis K. Arizona International Film Festival (USA).

## Filmografie (Auswahl)
- 1990: Schwarz Rot Gold – Wiener Blut
- 1994: Hallo, Onkel Doc! 10 Folgen
- 1996: Die Wache – Menschenfischer
- 1996: Bruder Esel – Alles aus Liebe
- 1997: Alphateam
- 1998: Park Hotel Stern
- 1998: OP ruft Dr. Bruckner
- 1998: Die Straßen von Berlin
- 1998: Ich Chef, Du Turnschuh
- 1999: Doppelter Einsatz – Die Todfreundin
- 1999: Operation Phoenix – Im Zeichen der Pharaonen
- 2000: Küstenwache – Auf eigene Faust
- 2000: Dreckskerle
- 2001: Der Mistkerl
- 2001: Der Clown – 60 Minuten
- 2001: Die Reise nach Kafiristan
- 2003: Großstadtrevier – Armer Junge
- 2003: Die Cleveren
- 2003: SK Kölsch – Kind oder Kegel
- 2004: Alphateam – Lebensretter im OP
- 2004: Bella Block – Die Freiheit der Wölfe
- 2004: Luis
- 2005: Abschnitt 40 – Viel zu heiß
- 2005: Drei gegen Troja
- 2005: Die Rettungsflieger
- 2007: Das Traumhotel – Dubai – Abu Dhabi
- 2007: Sperling – Sperling und die kalte Angst
- 2007: Tatort – Ruhe sanft!
- 2008: Der Kriminalist
- 2008: Ossi’s Eleven
- 2008: Madboy
- 2010: Weihnachten im Morgenland
- 2010: SOKO Leipzig – Familiensache
- 2010: Zeiten ändern dich
- 2010: Danni Lowinski – Hundeleben
- 2010: Zimtstern und Halbmond
- 2011: Rostam
- 2012: Iron Sky
- 2012: Die Draufgänger – Familienbande
- 2012: Isenhart – Die Jagd nach dem Seelenfänger
- 2013: SOKO Leipzig – Gefrorenes Blut
- 2013: Tatort – Schwarzer Afghane
- 2013: Si-o-se Pol – Die letzten Tage des Parvis K.
- 2013: Der Medicus - The Physician (Originaltitel)
- 2014: Tatort – Brüder
- 2014: Heiter bis tödlich: Hauptstadtrevier – So Gott will
- 2014: Kreuzweg
- 2014: Notruf Hafenkante – Das Alibi
- 2014: Behecht
- 2014: Die Hälfte der Welt
- 2014: Wir waren Könige
- 2015: Fünf Freunde 4
- 2015: Krüger aus Almanya
- 2015: Familie verpflichtet (Spielfilm)
- 2016: Der Tel-Aviv-Krimi
- 2016: Kommissarin Lucas – Schuldig
- 2016: Bittersüß
- 2016: Nobel (Fernsehserie)
- 2016: Almuth und Rita – Zwei wie Pech und Schwefel
- 2018: Gladbeck
- 2018: Lara
- 2019: Die Nachtschwestern
- 2019: Tatort – Querschläger
- 2020: Ich und die Anderen – Miniserie, Me and the Others
- 2021: Familie ist ein Fest – Taufalarm
- 2021: Ich und die Anderen (Fernsehserie)
- 2021: Westwall (Fernsehserie)
- 2021: Die Ibiza Affäre
- 2022: Rabiye Kurnaz gegen George W. Bush
- 2022: Blindgänger
- 2024, 2025: Die Kanzlei: Ein tiefer Fall, Unter Feinden (Fernsehserie)
- 2024: Die schönste Bescherung (Fernsehfilm)

## Hörspiele
- 2006: Schnee – Autor: Orhan Pamuk – Regie: Norbert Schaeffer
- 2011: Gone – Autorin: Debbi Tucker Green – Regie: Alice Elstner
- 2012: Eine Frau flieht vor einer Nachricht – Autor: David Grossman – Regie: Norbert Schaeffer
- 2013: Radio-Tatort – Der Schläfer – Autoren: Katja Röder und Fred Breinersdorfer – Regie: Walter Adler
- 2014: Ein Hologramm für den König – Autor: Dave Eggers – Regie: Irene Schuck
- 2015: Stirb für mich – Autor: Robert Wilson – Regie: Walter Adler